# Instituut Dames van het Christelijk Onderwijs

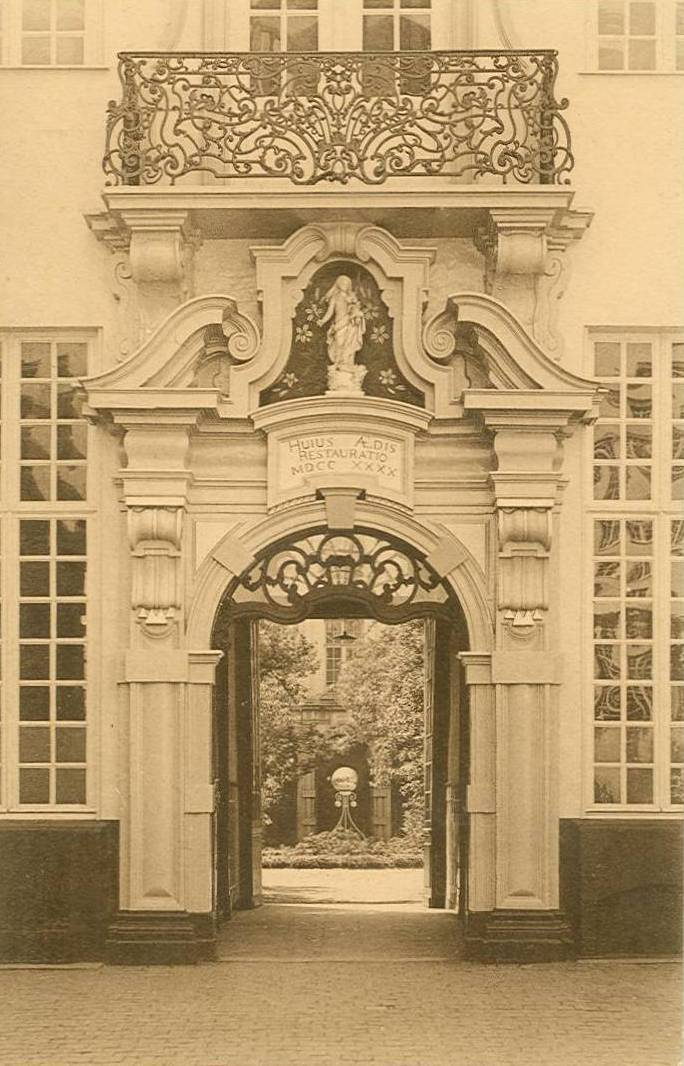
Toegangspoort

Het Instituut Dames van het Christelijk Onderwijs is een Antwerpse katholieke school voor kleuteronderwijs, basisonderwijs en secundair onderwijs met een lange traditie. De school wordt veelal als 'De Dams' of 'De Dames' aangeduid. Ze staat ook bekend als uniformschool.
De kleuter- en basisschool en de humaniora hebben een afzonderlijke directie. De secundaire school is vanaf schooljaar 2020-2021 samengegaan met het Onze-Lieve-Vrouwecollege der jezuïeten onder de naam OLVC+. Tegelijk is ook het schoolbestuur van deze secundaire school opgegaan in de VZW Ignatiaanse Scholen Antwerpen. De fusieschool is gevestigd aan de Louisa-Marialei 5 (Frankrijklei). De basisschool bleef gevestigd aan de Lange Nieuwstraat.

## Geschiedenis
De school was van 1834 tot 2018 in de Lange Nieuwstraat en sinds 1886 ook aan de Meir gehuisvest, en vierde in 2009 zijn 175ste verjaardag. In maart 1834 kocht Dame Agathe Verhelle het huis van de Engelse zakenman William Wood. Zij was de overste van de kloosterorde van de Dames van het Christelijk Onderwijs, die ook in Gent, Brugge, Luik, Flône, en later in Engeland en Brazilië scholen oprichtten. Het eerste schooljaar in Antwerpen ving in oktober 1834 aan met drie leerlingen. De school kreeg steeds meer leerlingen, zodat uitbreidingen volgden in 1865, 1869 en 1886. Die laatste uitbreiding werd gerealiseerd met een aankoop aan de Meir. Voor klaslokalen werd het gebouw al in 1925 te lawaaierig bevonden, maar de toegangspoort aan de Meir bleef. De instelling zou er zijn bijnaam van 'de Dames op de Meir' aan overhouden.
De geschiedenis van de school bleef gekenmerkt door verdere uitbreiding. De school, de dames en de leerlingen werden tijdens bombardementen in de Tweede Wereldoorlog niet gespaard. V-1- en V-2-bommen legden in 1944 en 1945 een groot deel van de gebouwen plat en kostten het leven aan zes zusters en drie leerlingen.
De leerlingen zijn herkenbaar in het Antwerps straatbeeld door het verplichte schooluniform bestaande uit lichtblauw hemd of bloes (vroeger hemd met blauwe das), donkerblauwe pullover, cardigan of debardeur (vroeger met op de linkerborst een schildje met schoollogo) en een grijze uniformrok of lange broek. Een andere bijnaam voor de school is dan ook de grijze rokskes.
Vandaag is de school ook toegankelijk voor jongens. Het leerlingenaantal liep vanaf de jaren 1990 en beginjaren 2000 terug doordat ouders die in de rand van Antwerpen woonden ervoor kozen om hun kinderen in de eigen regioschool te laten lopen. Sinds enkele jaren stijgt het aantal leerlingen echter terug.

## Studieaanbod
Eerste graad (1ste en 2de jaar)
1ste jaar:
- optie klassieke studiën
- optie moderne wetenschappen

2de jaar:
- Grieks- Latijn
- Latijn
- moderne wetenschappen

Tweede graad (3de en 4de jaar)
3de jaar en 4de jaar:
- Grieks- Latijn a/b
- Latijn a/b
- wetenschappen
- economie a/b
- humane wetenschappen a/b

Derde graad (5de en 6de jaar)
5de jaar en 6de jaar:
- Grieks- wiskunde a/b (wetenschappen)
- Grieks- Latijn
- Grieks- moderne talen
- Latijn- wiskunde a/b (wetenschappen)
- Latijn- moderne talen
- moderne talen- wiskunde
- wetenschappen- wiskunde a/b
- economie- wiskunde
- economie- moderne talen

## Bekende oud-leerlingen
- Yolande Avontroodt
- William Boeva
- Astrid Bryan
- Véronique De Kock
- Annick De Ridder
- Natalia Druyts
- Angeline Flor Pua
- Brigitte Grouwels
- Trees Merckx-Van Goey
- Marie-Rose Morel
- Ke Riema